# Guerra yamasee
La guerra Yamasee (1715-1717) fue un conflicto entre colonos británicos de la Carolina del Sur colonial y varias naciones nativas americanas, que incluían a los yamasee, muscogee, cheroqui, chickasaw, catawba, apalachee, apalachicola, yuchi, shawnee del río Savannah, congaree, waxhaw, pee dee, indios de Cape Fear, cheraw, y otros. Algunos de los grupos indios nativos americanos jugaron un papel menor, mientras que otros lanzaron ataques sobre Carolina del Sur en un intento por destruir la colonia.
Los nativos americanos mataron a cientos de colonos y destruyeron muchos asentamientos. Los comerciantes murieron en todo lo que es ahora el sudeste de los Estados Unidos. Se produjo el abandono de la frontera, la población huyó a Charlestown, donde aumentó el hambre debido a la merma de los suministros. La supervivencia de la colonia de Carolina del Sur estuvo en duda durante 1715. La situación mejoró para la colonia a principios de 1716 cuando los cheroqui se pusieron del lado de los colonos contra los creek, sus enemigos tradicionales. Terminando el conflicto en 1717, con lo que se estableció una paz frágil en la colonia.
El origen de la guerra fue complejo. Las razones para la lucha diferían entre los muchos grupos indígenas que participaron. Los factores incluyen la invasión de la tierra por los británicos, el sistema de comercio, los abusos de los comerciantes, el comercio esclavos indios, el agotamiento de los ciervos, aumento de las deudas indias en contraste con el aumento de la riqueza entre algunos colonos, la propagación de plantaciones agrícolas, el poder francés en Luisiana que ofrece una alternativa al comercio británico, el  establecimiento de vínculos de las tribus indias con la Florida española, la lucha por el poder entre los grupos indígenas, así como una cada vez más y robusta red de comunicación entre las tribus y las experiencias recientes en la colaboración militar entre tribus previamente distantes.

## Antecedentes

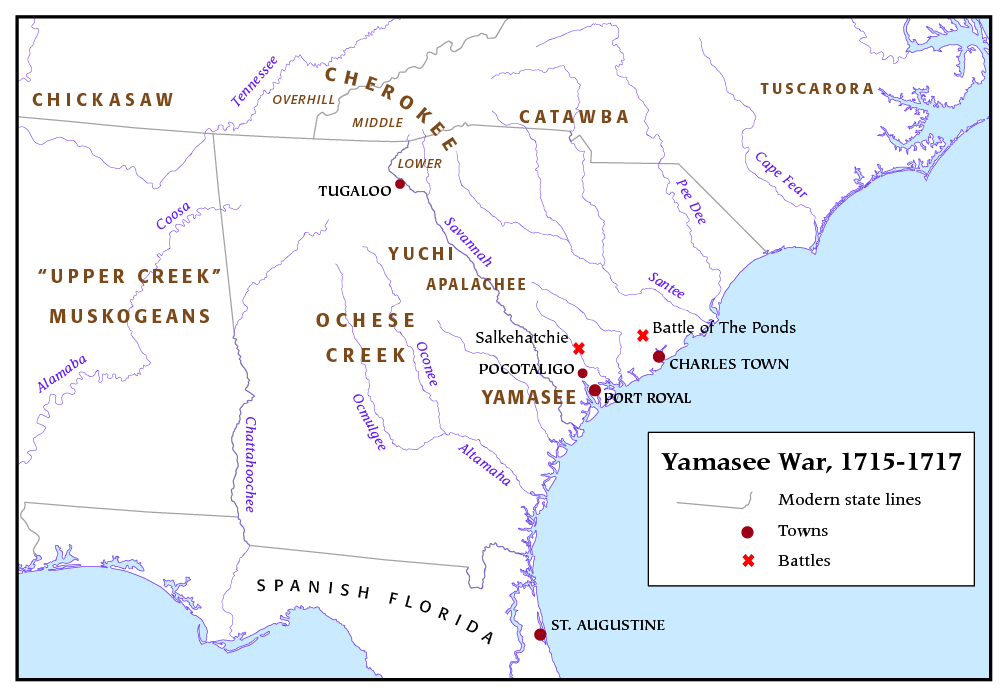
Mapa general de la Guerra Yamasee

La Guerra Tuscarora y su larga secuela jugaron un papel importante en el inicio de la Guerra Yamasee. Los Tuscarora, una tribu de habla iroquesa del interior, comenzaron a atacar los asentamientos coloniales de Carolina del Norte en 1711. Los colonos de Carolina del Sur reunió ejércitos e hicieron campaña en dos ocasiones contra los Tuscarora, en 1712 y 1713. Estos ejércitos estaban compuestos principalmente por tropas indias aliadas. Los Yamasee habían sido fuertes aliados militares de los colonos de Carolina del Sur durante muchos años. Guerreros Yamasee componen el núcleo de ambos ejércitos Carolina. Otros indígenas fueron reclutados en una gran superficie de diversas tribus que en algunos casos eran enemigos tradicionales de los otros. Tribus que enviaron guerreros a los ejércitos de Carolina del Sur incluyen a los Yamasee, Catawba, Yuchi, Apalachee, Cusabo, Wateree, Sugaree, Waxhaw, Congraree, Pee Dee, Cape Fear, Cheraw, Sissipahaw, cheroqui, and various proto-Creek groups.
Esta colaboración militar trajo a indios de toda la región en un contacto más estrecho con los otros. Los indios vieron los desacuerdos y las debilidades de las colonias británicas, como Carolina del Sur, Carolina del Norte y Virginia discutían sobre diversos aspectos de la Guerra Tuscarora. Esencialmente todas las tribus que ayudaron a Carolina del Sur durante la Guerra Tuscarora se unieron para atacar a los colonos en la colonia durante la Guerra Yamasee, a sólo dos o tres años más tarde.
Los Yamasee, mientras que a menudo se describe como un tribu, eran una amalgama de los restos de tribus anteriores y cacicazgos, como los Guale y los grupos originarios de las provincias de Tama y Ocute en el interior de Georgia (Worth 1993:40–45). Los Yamasee surgieron durante el siglo XVII en la frontera impugnada entre Carolina del Sur y la Florida Española. Al principio se alió con el español, los Yamasee trasladaron al norte a finales del siglo XVII y pronto se convirtieron en el aliado indio más importante de Carolina del Sur. Vivían cerca de la desembocadura del río Savannah y en los alrededores de Port Royal Sound.
Durante años, los Yamasee se beneficiaron de su relación con los británicos. Por 1715, encontraron dificultades para obtener los dos artículos comerciales más deseadas por los británicos-pieles de venado y esclavos indios. Algunos historiadores han sugerido que cuando los británicos tomaron un censo de su población de ese año, muchos temían su propia esclavitud en manos británicas. Con la demanda de pieles de venado se levanta sobre una región cada vez más grande, ciervos se había convertido en poco frecuentes en territorio Yamasee. Además, después de la Guerra Tuscarora, los Yamasee encontró oportunidades de esclavos incursiones a ser limitados. Los Yamasee hizo cada vez más en deuda con los comerciantes británicos, que les hayan entregado bienes comerciales a crédito. Por 1715 las plantaciones de arroz habían comenzado a prosperar en Carolina del Sur y exportarse como un cultivo de productos básicos. Gran parte de la accesibles buena tierra para el arroz había sido tomado. Los Yamasee habían concedido una gran reserva de suelo en las fronteras del sur de Carolina del Sur, y los colonos empezaron a codiciar su tierra, que ellos consideraban ideal para plantaciones de arroz.
Los historiadores no han determinado si los Yamasee eran líderes en fomentar el malestar y los planes para la guerra india. Los Creek Ochese (más tarde conocidos como los Creek del Sur) pueden haber sido más decisivo en la obtención de apoyo para la guerra. Cada una de las tribus indígenas que se unieron en la guerra tenía sus propias razones, tan complicado y profundamente enraizada en el pasado como la del Yamasee. Aunque las tribus no actuaron en coordinación cuidadosamente planeado, los disturbios se incrementó, y la comunicación entre tribus comenzó sobre la posibilidad de una guerra. Por principios de 1715 los rumores de un creciente apoyo indio para la guerra preocupaba bastante que algunos indios amigos advirtieron colonos del peligro. Sugirieron a los Ochese Creek fueron los instigadores.

## La guerra

### Masacre de Pocotaligo
Cuando las advertencias sobre un posible levantamiento Ochese Creek alcanzaron el gobierno de Carolina del Sur, escucharon y actuaron. El gobierno envió una delegación a la principal ciudad yamasi de Pocotaligo (cerca de la actual Yemassee (Carolina del Sur)). Tenían la esperanza de obtener ayuda de ellos en la organización de una cumbre de emergencia con los líderes Ochese Creek. La visita de la delegación a Pocotaligo provocó el inicio de la guerra.
La delegación que visitó Pocotaligo consistió en Samuel Warner y William Bray, enviados por la Junta de Comisarios. A ellos se unieron Thomas Nairne y John Wright, dos de las personas más importantes del sistema de comercio de la India de Carolina del Sur. Otros dos, Seymour Burroughs y un desconocido de Carolina del Sur, también se unieron. En la noche del 14 de abril de 1715, el día antes de Viernes Santo, los hombres habló a una asamblea de Yamasee. Prometieron hacer esfuerzos especiales para corregir sus agravios. También dijeron que el Gobernador Craven se dirigía hacia el pueblo.
Durante la noche, mientras los de Carolina del Sur dormían, los Yamase discutían sobre qué hacer. Hubo algunos que no estaban totalmente decididos a una guerra, pero al final se hizo la elección. Después de aplicar la pintura de guerra, los Yamasee despertaron a los habitantes de Carolina y los atacaron. Dos de los seis hombres escaparon. Seymour Burroughs huyó y, a pesar de dos disparos, levantó una alarma en el Port Royal settlements. Los Yamasee mataron a Nairne, Wright, Warner, y Bray. El desconocido de Carolina del Sur se escondió en un pantano cercano, de la que fue testigo de la muerte por tortura de Nairne. Los eventos sucedidos el 15 de abril de 1715 marcaron el inicio de la guerra.

### Ataques de Yamaseey y contraataques de Carolina del Sur
Los Yamasee organizaron rápidamente dos partidas de guerra de varios cientos de hombres, que marcharon más tarde ese día. Un grupo de guerra atacó los asentamientos de Port Royal, pero Seymour Burroughs había logrado llegar a la plantación de John Barnwell y se había dado una alarma general. Por casualidad, el barco de un contrabandista capturado estaba atracado en Port Royal. Cuando llegaron los Yamasee, varios cientos de colonos habían encontrado refugio en el barco, mientras que muchos otros habían huido en canoas.
El segundo grupo invadió la parroquia de San Bartolomé, el saqueo y la quema de plantaciones, tomando cautivos, y matando a más de un centenar de colonos y esclavos. Dentro de la semana, un gran ejército Yamasee se disponía a entablar una milicia de Carolina del Sur montada rápidamente. Otros Yamasee fueron al sur para encontrar refugio en las fortalezas improvisadas.
La guerra de Yamasee fue la primera gran prueba de la milicia de Carolina del Sur. El gobernador Craven dirigió una fuerza de alrededor de 240 milicianos contra Yamasee. Los grupos de guerra de Yamasee no tuvieron más remedio que unirse para enfrentarse a la milicia de Craven. Cerca de la ciudad india de Salkehatchie (o "Saltcatchers" en inglés), en el río Salkehatchie, una batalla campal se libró el terreno abierto. Era el tipo de condiciones de batalla que deseaban Craven y los oficiales de la milicia y los indios estaban mal adecuados para ello.
Varios cientos de guerreros Yamasee atacaron a los 240 o menos miembros de la milicia. Los Yamasee trataron de flanquear a los de Carolina del Sur, pero le resultaba difícil. Después de que varios de los guerreros principales murieron, los Yamasee abandonaron la batalla y se dispersaron en los pantanos cercanos. Aunque las bajas fueron aproximadamente iguales, 24 más o menos en cada bando, el resultado práctico fue una victoria decisiva para Carolina del Sur. Otras fuerzas más pequeñas de la milicia presionaron a los Yamasee y ganaron una serie de nuevas victorias.
Alexander MacKay, con experiencia en las guerras indias, encabezó una fuerza en el sur. Ellos encontraron y atacaron a un grupo de unos 200 Yamasee que se había refugiado en un campamento fortificado con empalizada. Después de que un relativamente pequeño grupo de Carolina hiciera dos incursiones sobre los muros de la fortaleza, los Yamasee decidieron retirarse. Fuera de la fortaleza, los Yamasee fueron emboscados y diezmados por MacKay y cerca de 100 hombres.
Una batalla más pequeña tuvo lugar en el verano de 1715, llegando a ser conocida como la lucha Daufuskie. Una tripulación del barco explorador de Carolina logró emboscar a un grupo de Yamasee, matando a 35 mientras sufría una sola víctima. En poco tiempo, la Yamasee sobrevivientes decidieron trasladarse más al sur hasta las inmediaciones del río Altamaha.

### Comerciantes asesinados
Mientras que los Yamasee eran la principal preocupación en los asentamientos de la colonia, los comerciantes británicos que operaban en todo el sureste encontraron que estaban atrapados en el conflicto. La mayoría fueron asesinados. De alrededor de 100 comerciantes en el campo cuando estalló la guerra, 90 murieron en las primeras semanas. Los atacantes incluían guerreros Creek (los Ochese, Tallapoosa, Abeika y pueblos Alabama), los Apalache, Chickasaw, Choctaw, Catawba, Cheroqui, y otros.

### Frente norte
Durante el primer mes de la guerra, Carolina del Sur esperaba recibir ayuda de los indios del norte, como los Catawba. Pero las primeras noticias del norte era que los Catawba y Cheroke habían asesinado a los comerciantes británicos entre ellos. Los Catawba y Cheroqui no habían atacado a los comerciantes tan rápido como lo hacían los indios del sur. Ambas tribus se dividieron sobre qué rumbo tomar. Algunos comerciantes de Virginia fueron acusados de provocar a los Catawba en hacer la guerra a Carolina del Sur. Aunque los Catawba mataron a los comerciantes de Carolina del Sur, se salvaron los de Virginia.
En mayo de 1715, los Catawba enviaron partes de guerra contra los colonos de Carolina del Sur. Alrededor de 400 guerreros Catawba, unidos por unos 70 Cheroqui, aterrorizaron a la parte norte de la colonia. En junio de una fuerza de Carolina del Sur del 90 de caballería al mando del capitán Thomas Barker fue al norte en respuesta. El partido de la guerra Catawba-Cheroqui logró emboscar a las tropas de Barker, y los mató a todos. Otra fuerza Catawba-Cheroqui atacó un fuerte improvisado en la plantación de Benjamin Schenkingh, donde mataron a unas 20 personas. Después de esto, Carolina del Sur no tenía defensas para los ricos distrito de Goose Creek, al norte de Charles Town.
Antes de que las fuerzas del norte atacaron Charles Town, la mayoría de los Cheroqui se fueron, ya que habían oído hablar de sus propios pueblos amenazados. Los restantes Catawba luego se enfrentaron a una milicia montada rápidamente bajo el mando de George Chicken. El 13 de junio de 1715, la milicia de Chicken emboscó a un grupo de Catawba y lanzó un asalto directo sobre su fuerza principal. En la Batalla de los Estanques, la milicia enruta a los Catawba. Los guerreros no estaban acostumbrados a tal confrontación directa. Después de regresar a sus aldeas, el Catawba decidió sobre la paz. En julio de 1715, los diplomáticos Catawba llegaron a Virginia para informar a los británicos de su voluntad de no sólo hacer la paz, sino también a ayudar a Carolina del Sur militarmente.

### Creek y Cheroqui
Los indios Ochese probablemente habían sido los instigadores de la guerra, al menos tanto como el Yamasee. Cuando estalló la guerra, mataron inmediatamente a todos los comerciantes Carolinian del Sur en su territorio, al igual que la otra Creek, Choctaw, Chickasaw, y Cheroqui.
Los Ochese Creek se tamponada de Carolina del Sur por varios grupos indígenas más pequeños, como los Yuchi, Los Shawnee del río Savannah, Apalache, y Apalachicola. En el verano de 1715, estos indios hicieron varios ataques exitosos contra asentamientos de Carolina del Sur. En general, los Ochese Creek eran cautelosos después de contraataques de Carolina del Sur resultaron eficaces. Los grupos indígenas más pequeños huyeron de la zona del río Savannah.
Muchos encontraron refugio entre los Creek Ochese, donde se están realizando planes para la siguiente etapa de la guerra. Los Creek, superior no estaban tan decididos a emprender la guerra, ya que tenían gran respeto por los Ochese Creek. Puede ser que se han unido en una invasión si las condiciones eran favorables. Una cuestión en juego era mercancías. El pueblo Creek había llegado a depender de los bienes comerciales ingleses de Carolina del Sur. Frente a una posible guerra con los británicos, los Creek miraron a los franceses y españoles como posibles fuentes de mercado. Los franceses y los españoles estaban más que dispuestos a suministrar la cala, pero eran incapaces de proporcionar la misma cantidad o calidad de los bienes que los británicos habían estado proporcionando. Mosquetes, pólvora y balas fueron especialmente necesarios si los Creek fueron a invadir Carolina del Sur. El Creek Alto se mantuvo renuente a ir a la guerra. Sin embargo, la cala formó lazos más estrechos con los franceses y españoles durante la Guerra. 
Los Ochese tenían otras conexiones, como el Chickasaw y Cheroqui. Pero los Chickasaw, después de matar a sus comerciantes ingleses, habían tardado en hacer la paz con Carolina del Sur. Se culpó a las muertes de los comerciantes en sus pueblos de los Arroyos-una excusa poco convincente que se aceptó de buen grado por Carolina del Sur. La posición de los Cheroqui se convirtió en importancia estratégica.
Los Cherokee estaban divididos. En general, el Bajo Cherokee, que vivía más cerca de Carolina del Sur, tendía a apoyar la guerra. Algunos participaron en los ataques de Catawba contra los asentamientos del río Santee en Carolina del Sur. El Overhill Cherokee, que vivían más lejos de Carolina del Sur, tendían a apoyar una alianza con Carolina del Sur y de la guerra contra los Creek. Uno de los líderes Cheroqui más a favor de una alianza con Carolina del Sur era César, un jefe de un pueblo medio Cheroqui.
A finales de 1715, dos comerciantes de Carolina del Sur visitaron a los Cheroqui y regresaron a Charles Town con una amplia delegación. Una alianza se hizo, y los planes de guerra contra los Creek desarrolló. Pero en el mes siguiente, los Cheroqui no cumplieron con Carolina del Sur en Savannah Town como se planeó. Carolina del Sur envió una expedición de más de 300 soldados a la Cherokee, llegando en diciembre de 1715. Se separaron y visitaron las principales ciudades de Baja, Media y Overhill, y rápidamente vio cómo dividió el Cherokee fueron. Durante el invierno el líder Cheroqui César viajó a través de los pueblos Cheroquis, pidiendo el apoyo a la guerra en contra de la cala. Otros líderes Cheroquis prestigiosos y respetados pidieron cautela y paciencia, incluyendo Charitey Hagey el Prestidigitador de Tugaloo, una de las Ciudades Bajas más cercanas a Carolina del Sur.  Muchos de los Cherokee de la Ciudad Baja estaban abiertos a la paz con Carolina del Sur, pero reacios a luchar contra cualquiera que no fuera Yuchi y Savannah River Shawnee.
Los de Carolina del Sur se les dijo que una "bandera blanca" había sido enviado desde el Lower pueblos a la cala, y que una delegación de jefes Creek había prometido venir. Charitey Hagey y sus seguidores parecían estar ofreciendo mediar conversaciones de paz entre los Creek y Carolina del Sur. Convencieron a los de Carolina del Sur para alterar sus planes de guerra. En cambio, los de Carolina del Sur pasaron el invierno tratando de disuadir a César y la guerra pro-Cheroqui.

### Masacre de Tugaloo
El 27 de enero de 1716, los de Carolina del Sur fueron convocados a Tugaloo, donde descubrieron que la delegación Creek había llegado y que los Cheroqui había matado a 11 o 12 de ellos. Los Cheroquis afirmaron que la delegación Creek era de hecho un partido de la guerra de cientos de Creek y Yamasee, y que casi había logrado emboscar a las fuerzas del Sur de Carolina. Se desconoce exactamente lo que sucedió en Tugaloo. Que los Cheroquis y Creek se reunieron en privado y sin la presencia de Carolina del Sur sugiere que los Cheroquis todavía estaban divididos sobre la conveniencia de unirse a la cala y atacar a Carolina del Sur o unirse a los de Carolina del Sur y atacar a los Creek. Es posible que los Cheroquis, que eran relativamente nuevos en el comercio con los británicos, esperaban reemplazar a los Creek como principal socio comercial de Carolina del Sur. Sean cuales sean los factores subyacentes, los asesinatos en Tugaloo probablemente el resultado de un debate impredecible y climatizada, que, al igual que la masacre Pocotaligo, terminó en un impasse resuelto mediante el asesinato. Después de la masacre Tugaloo la única solución posible era la guerra entre los Cheroquis y Creek y una alianza entre los Cheroquis y Carolina del Sur.
La alianza Cheroqui con Carolina del Sur condenó la posibilidad de una gran invasión Creek. Al mismo tiempo, Carolina del Sur estaba ansioso por recuperar las relaciones pacíficas con los Creek y no quería una guerra con ellos. Mientras Carolina del Sur hizo suministrar a los Cheroquis armas y bienes comerciales, no proporcionan el apoyo militar que los Cheroquis a favor de la guerra habían esperado. Hubo victorias Cheroquis en 1716 y 1717, pero los contraataques Creek socavaron la voluntad de los Cheroquis para luchar, que había sido dividida desde el principio. Sin embargo, la cala y Cheroquis continuaron lanzando ataques a pequeña escala contra la otra para la generación.
En respuesta a la masacre de Tugaloo y los ataques de los Cherokee, Ochese Creek hizo un ajuste defensivo estratégico a principios de 1716. Reubicaron todas sus ciudades de la cuenca del río Ocmulgee al río Chattahoochee. Los Ochese Creek habían vivido originalmente a lo largo de Chattahoochee, pero habían trasladado sus ciudades al río Ocmulgee y su afluente, Ochese Creek (de donde proviene el nombre "Creek"), alrededor de 1690, para estar más cerca de Carolina del Sur. Su regreso al río Chattahoochee en 1716 no fue tanto una retirada como un regreso a las condiciones anteriores.  La distancia entre Chattahoochee y Charles Town los protegió de un posible ataque de Carolina del Sur.
En 1716 y 1717, ya que ningún gran ataque Cheroqui-británico se materializó, los Creek del sur se encontraron en una posición de mayor poder y se reanuda atacando a sus enemigos, los británicos, Cheroquis, y Catawbas. Pero, aislados del comercio británico, comenzaron a experimentar problemas en el suministro de municiones, pólvora y armas de fuego. Los Cheroquis, por el contrario, estaban bien abastecidos con armamento británico. El atractivo de comercio británico socava elementos antibritánicos entre el arroyo. A principios de 1717 unos emisarios de Charles Town fueron al territorio Baja Creek, y unos pocos Creek fueron a Charles Town, empezando tentativamente el proceso que conduzca a la paz. Al mismo tiempo, otras calas más bajas buscando maneras de continuar a luchar. A finales de 1716 un grupo que representa a muchas naciones Muskogean Creek viajó todo el camino hasta las Seis Naciones Iroquois en Nueva York. Impresionado por la diplomacia de los Creek, los iroqueses enviaron a 20 de sus embajadores para acompañar a la Creek de vuelta a casa. Los iroqueses y los Creek estaban interesados principalmente en la planificación de ataques contra sus enemigos indios mutuos, como los Catawbas y Cheroquis. Pero a Carolina del Sur, una alianza entre los Creek y los iroqueses era algo que debe evitarse a toda costa. En respuesta, Carolina del Sur envió un grupo de emisarios a los pueblos Creek del sur, junto con un gran cargamento de comercio buenos regalos.

### Inseguridad en la frontera
Después de que los Yamasee y Catawba habían retirado, la milicia de Carolina del Sur volvió a ocupar asentamientos abandonados y trató de asegurar la frontera, convirtiendo un número de casas de las plantaciones en fortalezas improvisadas. La milicia había hecho bien en la lucha ofensiva preventiva, pero fue incapaz de defender la colonia contra grupos de ataque. Los miembros de la milicia comenzaron a desertar en grandes cantidades durante el verano de 1715. Algunos estaban preocupados por su propia propiedad y las familias, mientras que otros simplemente dejaron de Carolina del Sur en conjunto.
En respuesta al fracaso de la milicia, el gobernador Craven lo reemplazó con un ejército profesional (es decir, un ejército cuyos soldados fueron pagados). Por 08 1715 nuevo ejército de Carolina del Sur contenía alrededor de 600 ciudadanos de Carolina del Sur, 400 esclavos negros, 170 indios amigos, y 300 soldados de Carolina del Norte y Virginia. Esta fue la primera vez que la milicia de Carolina del Sur había sido disuelta y un ejército profesional montado. También destaca por el elevado número de esclavos negros armados (y sus maestros pagados) para hacer la guerra.
Pero incluso este ejército no fue capaz de asegurar la colonia. Los indios hostiles, simplemente se negaron a participar en batallas campales, con incursiones y emboscadas impredecibles en su lugar. Además, los indios ocuparon un territorio tan grande que era efectivamente imposible enviar un ejército contra ellos. El ejército se disolvió después de que la alianza Cheroqui se estableció a principios de 1716.

### Resolución
Dado que tantas tribus diferentes participaron en la guerra, con diferentes y cambiando la participación, no hubo un solo fin definitivo del conflicto. En algunos aspectos, la crisis principal había terminado dentro de un mes o dos. Los Señores Titulares de la colonia creyeron que la colonia ya no estaba en peligro de muerte después de las primeras semanas. Para otros fue la alianza Cheroqui de principios de 1716 que marcó el final de la guerra. Los tratados de paz se establecieron con varios Creek y otros pueblos Muscogis a finales de 1717. Sin embargo, algunas tribus que nunca estuvieron de acuerdo con la paz, y todos quedaron armados. Los Yamasee y Apalachicola se habían trasladado al sur, pero continuaron atacando los asentamientos de Carolina del Sur hasta bien entrada la década de 1720. La inseguridad de la Frontera siguió siendo un problema.

## Consecuencias

### Cambios políticos
A pesar de que tomó varios años para llevar a cabo, la guerra Yamasee condujo directamente al derrocamiento de los Lores Propietarios de Carolina del Sur. En 1720 el proceso de transición de una colonia propietaria a una colonia de la corona había comenzado. Tomó nueve años, pero en 1729 Carolina del Sur y Carolina del Norte se convirtieron oficialmente en colonias de la corona. Carolina del Sur había sido descontento con el sistema propietario antes de la Guerra Yamasee, pero la llamada para el cambio se hizo estridente en 1715, después de la primera fase de la guerra, y sólo se hizo más fuerte en los años siguientes.
La Guerra Yamasee también condujo al establecimiento de la colonia de Georgia. Aunque hubo otros factores que intervienen en la fundación de Georgia, no habría sido posible sin la retirada de la Yamasee. Los pocos Yamasee que quedaba se hizo conocido como los Yamacraw. James Oglethorpe negoció con Yamacraw para obtener el sitio donde fundó su ciudad capital de Savannah.

### Tras la guerra
En el primer año de la guerra, los Yamasee perdieron un cuarto de su población, ya sea muertos o esclavizados. Los sobrevivientes se trasladaron al sur a la río Altamaha, una región que había sido su patria en el siglo XVII. Pero ellos no fueron capaces de encontrar seguridad allí y pronto se convirtieron en refugiados. Como pueblo, los Yamasee siempre había sido étnicamente mixtos, y en las consecuencias de la Guerra Yamasee que partirse. Alrededor de un tercio de los sobrevivientes decidieron asentarse entre los Creek del sur, llegando a ser parte de la emergente Confederación Creek. La mayoría del resto, junto con los refugiados Apalachicola se trasladaron a las inmediaciones de San Agustín en el verano de 1715. A pesar de varios intentos de hacer la paz, tanto por los de Carolina del Sur y de los individuos Yamasee, el conflicto entre los dos continuó durante décadas. El Yamasee de la Florida española fueron en el tiempo debilitado por la enfermedad y otros factores. Los supervivientes se convirtieron en parte de los indios Seminola.
Las diversas tribus proto-Creek muskogis crecieron más cerca después de la Guerra Yamasee. La reocupación del río Chattahoochee por los Ochese Creek, junto con los restos de los Apalachicola, Apalache, Yamasee, y otros, parecía que los europeos representar una nueva identidad indígena, y necesitaba un nuevo nombre. Para el español parecía una reencarnación del  Provincia Apalachicola  del siglo XVII. Para los ingleses, el término  Creek del Sur  se convirtió en común.
Los Catawba absorbieron a muchos de los restos de tribus del norte o del Piamonte como los Cheraw, Congaree, Santee, Pee Dee, Waxhaw, Wateree, Waccamaw y Winyah -aunque estas tribus permanecieron relativamente independientes durante años. La confederación Catawba emergió de la Guerra Yamasee como la fuerza india más poderosa de la Región Piamonte, sobre todo porque los Tuscarora emigraron lejos de unirse a los iroqueses en el norte. En 1716, un año después de que los Catawba habían hecho las paces con Carolina del Sur, algunos Santee e indios Waxhaw mataron a varios colonos. En respuesta, el gobierno de Carolina del Sur pidió a los Catawba a "caer sobre ellos y les cortó", lo que ellos hicieron. Los sobrevivientes Santee y Waxhaw fueron absorbidos en la sociedad Catawba como esclavos o "adoptados". Los Cheraw siguieron siendo generalmente hostiles para los próximos años.